# Zużycie funkcjonalne budynków
Zużycie funkcjonalne lub zużycie użytkowe – starzenie moralne budynków, pogorszenie cech użytkowych funkcjonalnych budynku w stosunku do obiektów o podobnej funkcji występujących na tym samym rynku potencjalnej podaży, spowodowane w szczególności brakiem spełniania aktualnych wymagań użytkowników, norm lub warunków technicznych.
Zużycie funkcjonalne jest wynikiem oceny porównawczej zastosowanych rozwiązań w obiekcie budowlanym, względem rozwiązań stosowanych w chwili oceny i dotyczy w szczególności:
- rozwiązań projektowych / architektoniczno – konstrukcyjnych,
- użytych materiałów budowlanych, wykończeniowych,
- wyposażenia w instalacje wewnętrzne,
- komfort i funkcjonalność użytkową,
- zmianę norm i przepisów w zakresie możliwości dalszego użytkowania,

przy czym uwzględnia przeznaczenie, sposób użytkowania obiektu budowlanego oraz możliwości zmiany funkcji lub sposobu użytkowania.